# Котис (нос)
Вижте пояснителната страница за други значения на Котис.
Носът Котис (на английски: Kotis Point) е морски нос от южната страна на входа в залива Елисейна на северозападния бряг на полуостров Варна, остров Ливингстън, вдаващ се 850 м в залива Хироу на протока Дрейк. Разположен 6.6 км югозападно от нос Уилямс, 4.55 км на север-северозапад от връх Мизия, 3 км североизточно от нос Безмер и 12.6 км на изток-североизток от нос Сидънс. Оформен в резултат на отдръпването на лед. Съединение в края на 20 и началото на 21 век.
Координатите му са: 62°30′00″ ю. ш. 60°12′33″ з. д. / 62.5° ю. ш. 60.209167° з. д..
Наименуван е на тракийския владетел Котис I, 384 – 359 пр.н.е. Името е официално дадено на 11 април 2005 г.
Българско топографско проучване: Тангра 2004/05. Българско картографиране от 2005 г. и 2009 г.

## Карти
- L.L. Ivanov et al, Antarctica: Livingston Island, South Shetland Islands (from English Strait to Morton Strait, with illustrations and ice-cover distribution), 1:100000 scale topographic map, Antarctic Place-names Commission of Bulgaria, Sofia, 2005
- Л. Иванов. Антарктика: Остров Ливингстън и острови Гринуич, Робърт, Сноу и Смит. Топографска карта в мащаб 1:120000. Троян: Фондация Манфред Вьорнер, 2009. ISBN 978-954-92032-4-0
- Л. Иванов. Карта на остров Ливингстън. В: Иванов, Л. и Н. Иванова. Антарктика: Природа, история, усвояване, географски имена и българско участие. София: Фондация Манфред Вьорнер, 2014. с. 18 – 19. ISBN 978-619-90008-1-6
- L.L. Ivanov. Antarctica: Livingston Island and Smith Island. Scale 1:100000 topographic map. Manfred Wörner Foundation, 2017. ISBN 978-619-90008-3-0